# Anillo cociente
En teoría de anillos, rama del álgebra abstracta, un anillo cociente, anillo factor o anillo de residuos es el anillo que se obtiene sobre el conjunto de clases de equivalencia de un anillo respecto a una relación de equivalencia {\displaystyle a\sim b} dada por {\displaystyle a-b\in I} donde I es cualquier ideal bilateral cuando las operaciones en el conjunto de clases de equivalencia son inducidas por las operaciones en el anillo original.
Es importante diferenciar el concepto de anillo cociente del de anillos de cocientes, obtenidos por un proceso de localización de un anillo.

## Definición formal
Dado un anillo R y un ideal bilateral de R, I. Dado que la estructura aditiva de R es de grupo abeliano, el conjunto {\displaystyle {\bar {R}}=R/I} de clases laterales aditivas {\displaystyle a+I} (con {\displaystyle a\in R}) adquiere la estructura de grupo abeliano (bajo la operación grupo cociente) mediante la suma de clases laterales definida como:

{\displaystyle (a+I)+(b+I):=(a+b)+I}.

Este grupo abeliano adquiere estructura de anillo si adicionalmente se define el producto de clases laterales como

{\displaystyle (a+I)(b+I):=(ab)+I}.

- Se establece que el producto está unívocamente determinado, no depende de la elección de los representantes de cada clase.[1]

A la estructura de anillo obtenida en {\displaystyle R/I} mediante este proceso se le denomina anillo cociente de R entre I.

## Teoremas de isomorfismo
| Sea {\displaystyle f:R\to R'}es un homomorfismo de anillos cuyo kernel es el ideal {\displaystyle I} y sea {\displaystyle J} es un ideal contenido en {\displaystyle I}. Denotando por {\displaystyle {\bar {R}}} al anillo de residuos {\displaystyle R/J} entonces: - Existe un único homomorfismo {\displaystyle {\bar {f}}:{\bar {R}}\to R} tal que {\displaystyle {\bar {f}}\pi =f} donde {\displaystyle \pi } es la proyección canónica de {\displaystyle R} en {\displaystyle {\bar {R}}}. - Si {\displaystyle J=I} entonces {\displaystyle {\bar {R}}} es un anillo isomorfo a la imagen de {\displaystyle f}. |